# NU’EST W
NU'EST W (кор. 뉴이스트 W) — второй официальный саб-юнит южнокорейского бойбенда NU’EST, сформированный в 2017 году компанией Pledis Entertainment. Коллектив состоял из четырёх участников: ДжеяА (он же лидер), Арона, Пэкхо и Рена. Минхён продвигался в составе временной группы Wanna One.
NU'EST W официально расформировали 31 декабря 2018 года.

## Карьера

### 2017:Produce 101 Season 2и дебют сW, Here
В начале 2017 года, на волне слухов о возможном роспуске NU’EST из-за коммерческого провала ДжейА, Пэкхо, Рен и Минхён отправляются в качестве участников во второй сезон популярного реалити-шоу «Подготовка 101» (англ. Produce 101), где в финале должны отобрать 11 трейни, которые войдут в состав временной группы и будут продвигаться в течение полутора лет (в первом сезоне были образованы I.O.I, которые продвигались весь 2016 год). По итогам голосования в Wanna One сумел попасть Минхён, расположившись на 9 месте с результатом в 862 719 голосов. Ввиду его отсутствия Pledis Entertainment решили продвигать NU’EST как юнит из четырёх человек. «W» в названии означает «ждать» (англ. wait), что символизирует ожидание возвращения Минхёна. Второе значение состоит в том, что группа готова приветствовать поклонников спустя долгое время отсутствия деятельности.
Дебютный мини-альбом W, Here был выпущен 10 октября. Он стал коммерчески успешным, и занял 1 место в альбомном чарте Gaon за октябрь, было продано 287 862 копии. В том же месяце NU’EST W стали моделями для кампании «Искусство юности» от BLACKYAK.
23 декабря группа выпустила официальный саундтрек к сериалу «Корейская одиссея» — «Let Me Out».

### 2018:Who, You,Wake, Nи расформирование
23 июня 2018 года, в преддверии релиза нового альбома Who, You, Pledis Entertainment запустил специальную рекламу, транслировавшуюся в течение всего дня на Таймс-сквер, чтобы также отблагодарить фанатов за поддержку. 25 июня Who, You официально был выпущен на всех музыкальных платформах. На конец месяца было продано 153 131 копий, в ноябре альбом получил платиновую сертификацию в Корее. Сингл «Dejavu» также имел высокие позиции в музыкальных чартах.
26 августа был выпущен саундтрек «AND I» к исторической драме «Мистер Солнечный Свет». 1 октября состоялся релиз сингла «I Don’t Care» при участии Spoonz. Вместе с Seventeen они стали амбассадорами бренда Nene Chicken.
26 ноября NU’EST W выпустили свой последний мини-альбом Wake, N. По итогам декабря продажи составили 191 461 копию.
Во время финального концерта 16 декабря ДжейА объявил о расформировании юнита.

## Участники

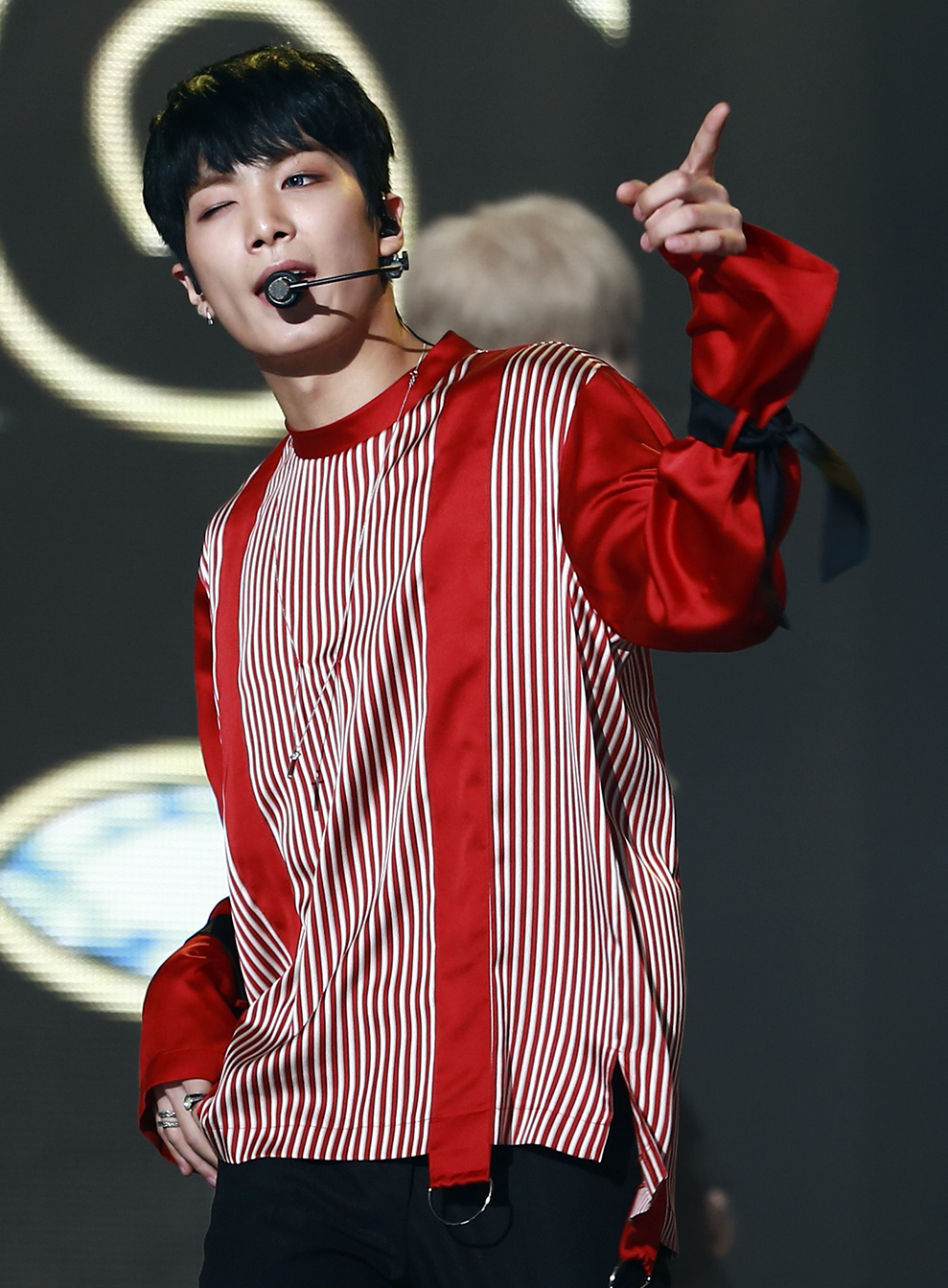
ДжейА
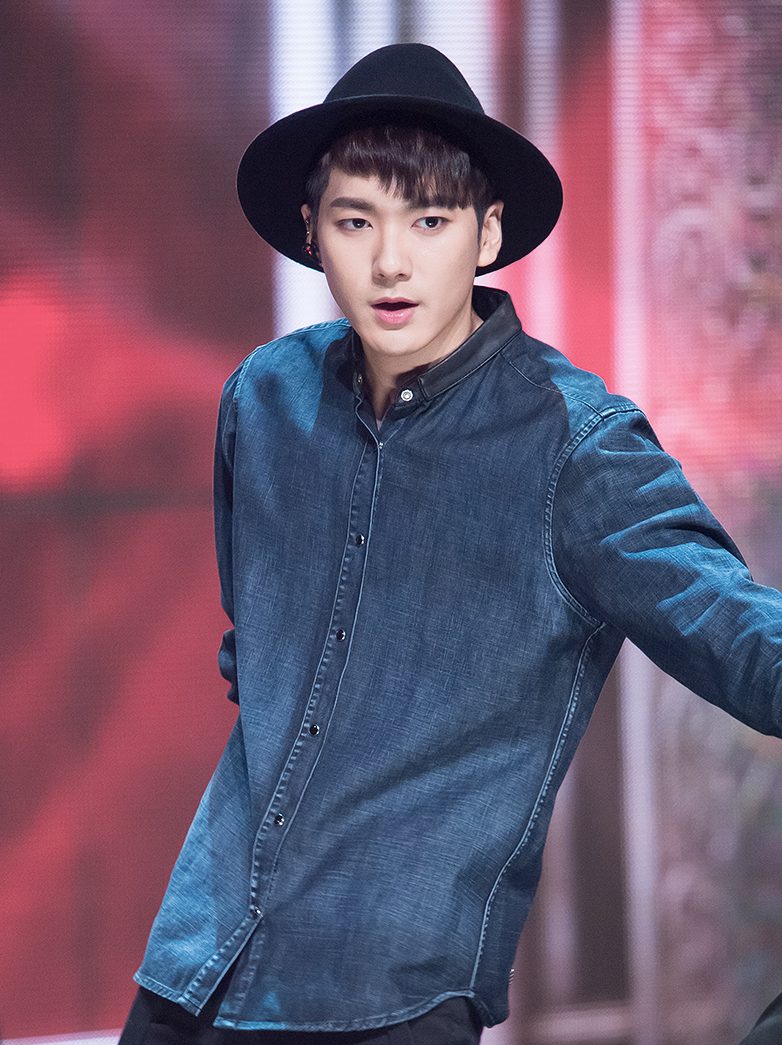
Арон
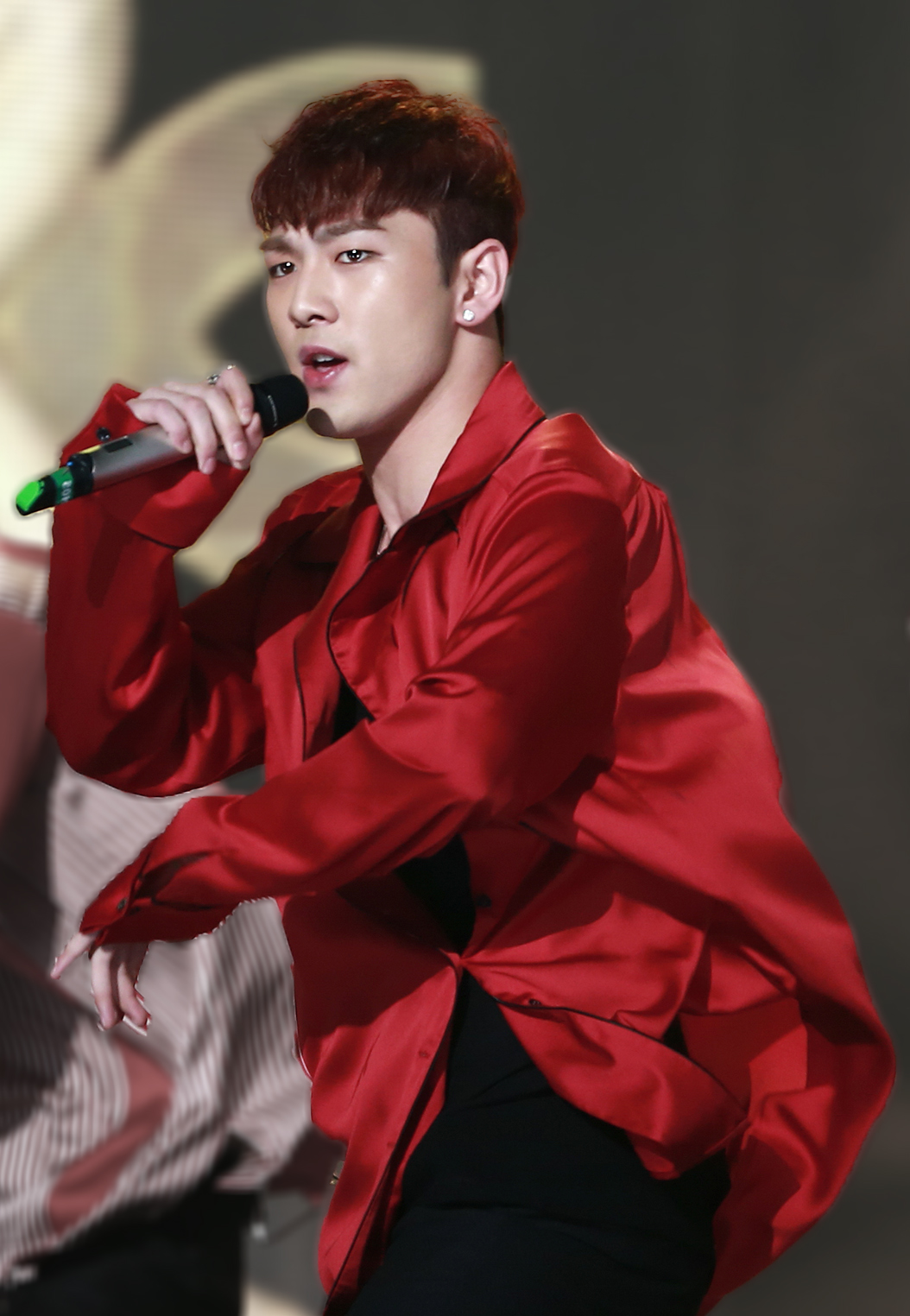
Пэкхо
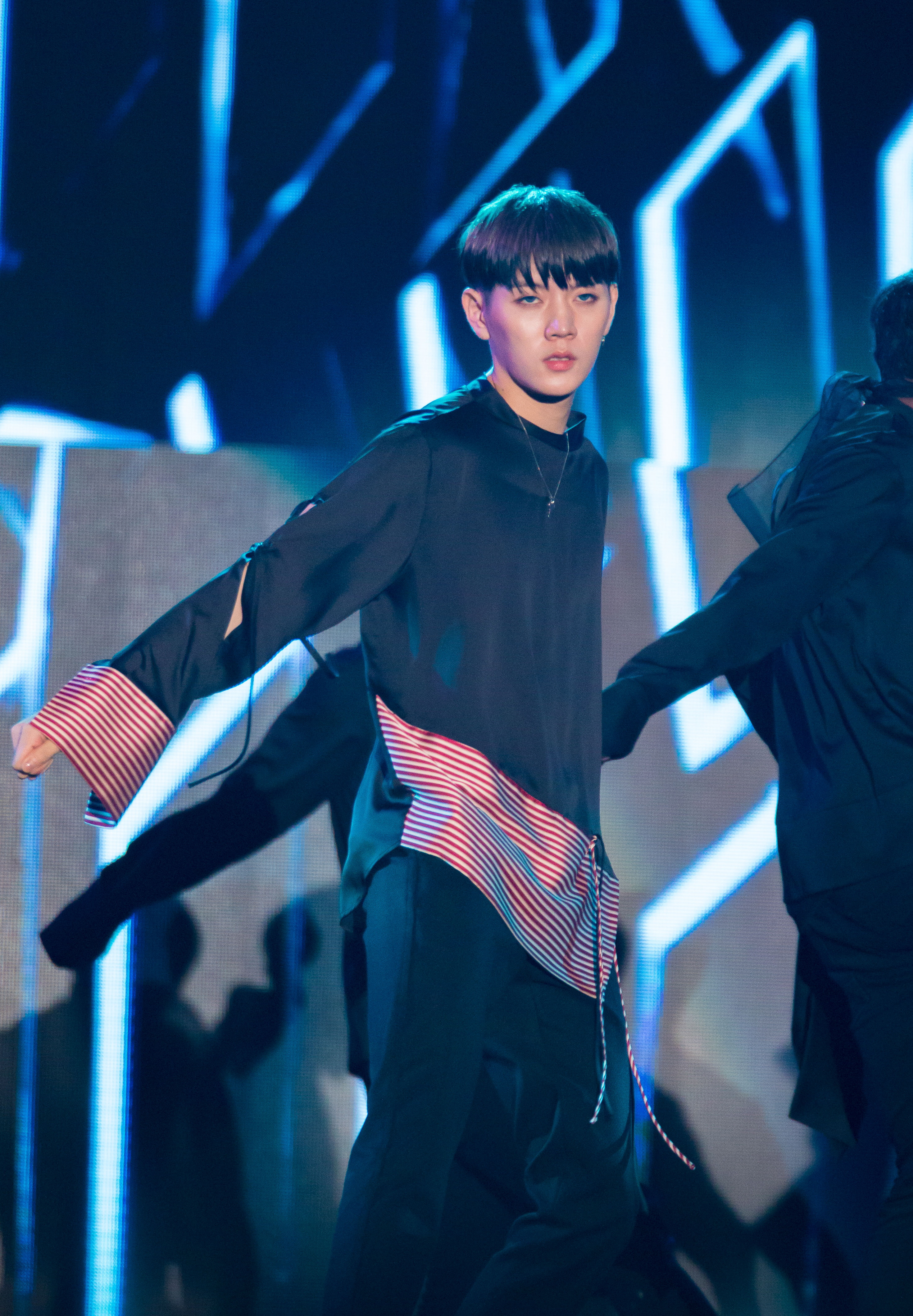
Рен

| Сценический псевдоним | Сценический псевдоним | Дата рождения | Позиция в группе                        |
| Основной              | Настоящие имя         | Дата рождения | Позиция в группе                        |
| --------------------- | --------------------- | ------------- | --------------------------------------- |
| ДжейА                 | Ким Джон Хён          | 08.06.1995    | Лидер, главный рэпер, главный танцор    |
| Арон                  | Квак Ён Мин           | 21.05.1993    | Ведущий рэпер, ведущий танцор, вокалист |
| Пэкхо                 | Кан Дон Хо            | 21.07.1995    | Главный вокалист                        |
| Рен                   | Чхве Мин Ги           | 03.11.1995    | Лицо группы, вокалист, танцор, маннэ    |

## Концерты и туры

### Фанмитинги

#### 2017 NU'EST W FANMEETING 'L.O.Λ.E & DREAM'
| Дата                 | Город | Страна           | Арена                      | Посещаемость |
| -------------------- | ----- | ---------------- | -------------------------- | ------------ |
| 26 августа 2017 года | Сеул  | Республика Корея | Korea University Gymnasium | 10,000       |
| 27 августа 2017 года | Сеул  | Республика Корея | Korea University Gymnasium | 10,000       |

### Концертные туры

#### Special Mini Concert 2017
| Дата                 | Страна        | Арена                                              | Посещаемость |
| -------------------- | ------------- | -------------------------------------------------- | ------------ |
| 10 октября 2017 года | Флаг Тайваня  | Taiwan Sports Center                               | 3,000        |
| 18 ноября 2017 года  | Флаг Гонконга | Kowloonbay International Trade & Exhibition Centre | 3,000        |

#### Double You
| Дата                  | Город         | Страна           | Арена                           | Посещаемость |
| --------------------- | ------------- | ---------------- | ------------------------------- | ------------ |
| 16 марта 2018 года    | Сеул          | Республика Корея | SK Olympic Handball Gymnasium   | 16,000       |
| 17 марта 2018 года    | Сеул          | Республика Корея | SK Olympic Handball Gymnasium   | 16,000       |
| 18 марта 2018 года    | Сеул          | Республика Корея | SK Olympic Handball Gymnasium   | 16,000       |
| 28 апреля 2018 года   | Бангкок       | Флаг Таиланда    | IMPACT                          | —            |
| 12 мая 2018 года      | Джакарта      | Флаг Индонезии   | The Kasablanka Hall             | —            |
| 26 мая 2018 года      | Тайбэй        | Флаг Тайваня     | New Taipei City Exhibition Hall | —            |
| 23 сентября 2018 года | Флаг Гонконга | Флаг Гонконга    | Star Hall                       | —            |
| 27 октября 2018 года  | Бангкок       | Таиланд          | Thunder Dome                    | —            |
| 15 декабря 2018 года  | Сеул          | Республика Корея | Jamsil Indoor Stadium           | 14,000       |
| 16 декабря 2018 года  | Сеул          | Республика Корея | Jamsil Indoor Stadium           | 14,000       |

## Награды и номинации

### Музыкальные премии

#### Asia Artist Awards
| Год  | Номинация                            | Что номинировано | Результат |
| ---- | ------------------------------------ | ---------------- | --------- |
| 2017 | Лучший деятель в области развлечений | NU'EST W         | Победа    |
| 2017 | Награда за популярность              | NU'EST W         | Номинация |
| 2018 | Артист Года                          | NU'EST W         | Победа    |
| 2018 | Лучшая музыка                        | NU'EST W         | Победа    |
| 2018 | Награда за популярность              | NU'EST W         | Номинация |

#### Golden Disk Awards
| Год  | Номинация                                   | Что номинировано | Результат |
| ---- | ------------------------------------------- | ---------------- | --------- |
| 2018 | Диск Бонсан                                 | W, Here          | Победа    |
| 2018 | Диск Дэсан                                  | W, Here          | Номинация |
| 2018 | Награда за международную популярность       | NU'EST W         | Номинация |
| 2019 | Диск Дэсан                                  | Who, You         | Номинация |
| 2019 | Диск Бонсан                                 | Who, You         | Победа    |
| 2019 | Награда за популярность                     | NU'EST W         | Номинация |
| 2019 | Самая популярная корейская звезда (NetEase) | NU'EST W         | Номинация |
| 2020 | Диск Бонсан                                 | Wake, N          | Номинация |

#### Melon Music Awards
| Год  | Номинация            | Что номинировано | Результат |
| ---- | -------------------- | ---------------- | --------- |
| 2018 | Лучший мужской танец | «Dejavu»         | Номинация |

#### Gaon Chart Music Awards
| Год  | Номинация                       | Что номинировано | Результат |
| ---- | ------------------------------- | ---------------- | --------- |
| 2018 | Песня Года — Июль               | «If You»         | Номинация |
| 2018 | Альбом Года — Четвёртый Квартал | W, Here          | Номинация |
| 2018 | Песня Года — Октябрь            | «Where You At»   | Номинация |
| 2018 | Горячее Выступление Года        | NU'EST W         | Победа    |
| 2019 | Альбом Года — Второй Квартал    | Who, You         | Номинация |

#### Mnet Asian Music Awards
| Год  | Номинация                | Что номинировано | Результат |
| ---- | ------------------------ | ---------------- | --------- |
| 2017 | Лучшая Мужская Группа    | NU'EST W         | Номинация |
| 2017 | Артист Года              | NU'EST W         | Номинация |
| 2017 | Находка Года             | NU'EST W         | Победа    |
| 2017 | Любимая звезда к-поп     | NU'EST W         | Номинация |
| 2018 | Топ-10 Выбор Фанатов     | NU'EST W         | Победа    |
| 2018 | Лучшая Мужская Группа    | NU'EST W         | Номинация |
| 2018 | Артист Года              | NU'EST W         | Номинация |
| 2018 | Всемирная Икона в Японии | NU'EST W         | Номинация |
| 2018 | Лучший OST               | «And I»          | Номинация |

#### Seoul Music Awards
| Год  | Номинация                 | Что номинировано | Результат |
| ---- | ------------------------- | ---------------- | --------- |
| 2018 | Награда Дэсан             | NU'EST W         | Номинация |
| 2018 | Награда Бонсан            | NU'EST W         | Победа    |
| 2018 | Награда за популярность   | NU'EST W         | Номинация |
| 2018 | Специальная награда Халлю | NU'EST W         | Номинация |
| 2019 | Награда Бонсан            | NU'EST W         | Победа    |
| 2019 | Диск Дэсан                | NU'EST W         | Номинация |
| 2019 | Награда за популярность   | NU'EST W         | Номинация |
| 2019 | Специальная награда Халлю | NU'EST W         | Номинация |

#### Soribada Best K-Music Awards
| Год  | Номинация                                | Что номинировано | Результат |
| ---- | ---------------------------------------- | ---------------- | --------- |
| 2018 | Награда Бонсан                           | NU'EST W         | Победа    |
| 2018 | Новая икона Халлю                        | NU'EST W         | Победа    |
| 2018 | Награда за популярность (Мужской Артист) | NU'EST W         | Номинация |

### Другие премии
| Год               | Премия             | Номинация | Что номинировано | Результат |
| ----------------- | ------------------ | --------- | ---------------- | --------- |
| 2018              |                    |           |                  |           |
| Asia Model Awards | Популярная Звезда  | NU'EST W  | Победа           |           |
| Asia Model Awards | Special Asia Award | NU'EST W  | Победа           |           |
| 2019              | V Live Awards      | NU'EST W  | Артист Топ-10    | Победа    |

### Музыкальные шоу
| Год  | Программа   | Дата       | Песня          |
| ---- | ----------- | ---------- | -------------- |
| 2017 | M!Countdown | 19 октября | «Where You At» |
| 2017 | Music Bank  | 20 октября | «Where You At» |
| 2018 | Music Bank  | 6 июля     | «Dejavu»       |
| 2018 | Music Bank  | 7 декабря  | «Help Me»      |